# 块斑笔螺
块斑笔螺（学名：Nebularia contracta），是新腹足目笔螺科圆笔螺属的一种。主要分布于印度尼西亚、台湾，常栖息在潮间带珊瑚礁。